# لانگنزرسدورف
لانگنزرسدورف (به آلمانی: Langenzersdorf) یک شهرک در اتریش است که در ایالت نیدراسترایش واقع شده‌است.

## خصوصیات
لانگنزرسدورف ۷٬۲۶۱ نفر جمعیت دارد.